# فرودگاه کگاسکا
فرودگاه کگاسکا (به انگلیسی: Kegaska Airport) یک فرودگاه همگانی با کد یاتا ZKG است که یک باند فرود شن دارد و طول باند آن ۵۰۰ متر است. این فرودگاه در کشور کانادا قرار دارد و در ارتفاع ۱۰ متری از سطح دریا واقع شده است.

## شرکت‌های هواپیمایی و مقصدهای پروازی
| شرکت‌های هواپیمایی | مقصدهای پروازی                                                                       |
| ----------------- | ------------------------------------------------------------------------------------ |
| ایر لابرادور      | لوردز د بلانک سابلون، چوری، لا رومن، لا تاباتیر، نتشکوئن، سنت اوگوستین، تته-آ-لا-بلن |